# Jakob Erbar
Jakob Erbar (* 2. August 1878 in Düsseldorf; † 1. Juli 1935 in Köln) war ein deutscher Schriftsetzer, Schriftgestalter und Lehrer.

## Leben

Erbars Schriften.

Jakob Erbar lernte Schriftsetzer in Düsseldorf und besuchte dort Schriftkurse bei Fritz Helmuth Ehmcke und Anna Simons an der Kunstgewerbeschule. Er arbeitete bis 1908 in Köln in der Druckerei M. DuMont Schauberg als Akzidenzsetzer und danach als Lehrer an der städtischen Berufsschule. 1920 wurde er von Martin Elsaesser an die Kunstgewerbeschule Köln berufen und war dann – ab 1926 bis zu seinem Tode 1935 – Technischer Lehrer für Schrift-Satz-Buchdruck bei Richard Riemerschmid an den Kölner Werkschulen (eine der Vorgängereinrichtungen der heutigen Fachhochschule Köln).

## Schriftentwürfe
Zwischen 1910 und 1936 schuf Erbar eine Reihe von Schriften. Als sein bekanntester Schriftentwurf gilt die nach ihm benannte „Erbar-Grotesk“ in mehreren Schriftschnitten. Die bereits 1922 entworfene Erbar-Grotesk diente dem Typografen Paul Renner als Vorbild für die Futura. Es gab im Gussprogramm verschiedene Buchstabenvarianten u. a. beim gemeinen „a“ die „Antiqua-Form“ oder die konstruierte „Grotesk-Form“.
Kurz nachdem die Frankfurter Schriftgießerei Ludwig & Mayer im Herbst 1926 die ersten drei Schnitte der „Erbar-Grotesk“ herausgebracht hatte, setzte sie Willi Baumeister bei seinen vielfältigen Arbeiten als Typograf und Werbegrafiker im Rahmen der 1927 an verschiedenen Stellen Stuttgarts durchgeführten Werkbundausstellung „Die Wohnung“ (mit der Weißenhofsiedlung im Norden der Stadt) erstmals ein, dies bereits bei der Satzgestaltung der von Ludwig Hilberseimer verfassten Denkschrift der Ausstellung, die im Dezember 1926 gedruckt vorlag und sogleich verbreitet wurde.
Die „Candida“, eine weitere von ihm entwickelte Schriftart, ist inzwischen in verschiedenen Textverarbeitungsprogrammen standardmäßig installiert. Alle Schriftarten von Jakob Erbar wurden von der ehemaligen Frankfurter Schriftgießerei Ludwig & Mayer hergestellt, deren Schriftkollektion 1984 die spanische Firma Neufville Digital übernahm.

## Verzeichnis der veröffentlichten Schriften von Jakob Erbar
| Schriftname                                     | Erstguss   | Schriftgießerei  |
| ----------------------------------------------- | ---------- | ---------------- |
| Candida mager                                   | 1936       | Ludwig & Mayer   |
| Candida fett                                    | 1951       | Ludwig & Mayer   |
| Candida halbfett                                | 1937       | Ludwig & Mayer   |
| Candida Kursiv                                  | 1937       | Ludwig & Mayer   |
| Candida Kursiv fett                             | 1957       | Ludwig & Mayer   |
| Candida schmalhalbfett                          | 1949       | Ludwig & Mayer   |
| Candida schmalmager                             | 1957       | Ludwig & Mayer   |
| Candida Werkschrift                             | 1945       | Ludwig & Mayer   |
| Erbar-Fraktur                                   | 1936       | Ludwig & Mayer   |
| Erbar-Fraktur fett                              | 1938       | Ludwig & Mayer   |
| Erbar-Grotesk Auszeichnung                      | 19??       | Ludwig & Mayer   |
| Erbar-Grotesk fett                              | 1926       | Ludwig & Mayer   |
| Erbar-Grotesk halbfett                          | 1929       | Ludwig & Mayer   |
| Erbar-Grotesk kräftig                           | 1926       | Ludwig & Mayer   |
| Erbar-Grotesk Kursiv fett                       | 1929       | Ludwig & Mayer   |
| Erbar-Grotesk Kursiv kräftig                    | 1927       | Ludwig & Mayer   |
| Erbar-Grotesk leicht                            | 1927       | Ludwig & Mayer   |
| Erbar-Grotesk schmalhalbfett                    | 1929       | Ludwig & Mayer   |
| Erbar-Grotesk schmalmager                       | 1929       | Ludwig & Mayer   |
| Erbar-Grotesk Werkschrift                       | 1960       | Ludwig & Mayer   |
| Erbar-Grotesk Russisch Kräftig und fett         | 1931 (um)  | Linotypematrizen |
| Erbar-Grotesk Russisch Kursiv leicht und leicht | 1931 (um)  | Linotypematrizen |
| Erbar-Kanzlei                                   | 1913       | Ludwig & Mayer   |
| Erbar-Mediæval                                  | 1913       | Ludwig & Mayer   |
| Erbar-Mediæval Kursiv                           | 1914       | Ludwig & Mayer   |
| Erbar-Mediæval halbfett                         | 1913       | Ludwig & Mayer   |
| Erbar-Mediæval Kursiv halbfett                  | 1920       | Ludwig & Mayer   |
| Erbar-Mediæval lichtfett                        | 1922       | Ludwig & Mayer   |
| Erbar-Mediæval Versalien licht                  | 19??       | Ludwig & Mayer   |
| Erbar-Initialen                                 | 19??       | Ludwig & Mayer   |
| Erbar-Kursiv                                    | 1913       | Ludwig & Mayer   |
| Erbar-Unziale                                   | 19??       | Ludwig & Mayer   |
| Erbar-Unziale halbfett                          | 19??       | Ludwig & Mayer   |
| Feder-Grotesk                                   | 1909       | Ludwig & Mayer   |
| Feder-Grotesk halbfett                          | 1910       | Ludwig & Mayer   |
| Feder-Grotesk Kursiv                            | 1925       | Ludwig & Mayer   |
| Grotesk lichtfett                               | 1923 (vor) | Ludwig & Mayer   |
| Koloss                                          | 1924       | Ludwig & Mayer   |
| Lautsprecher                                    | 1931       | Ludwig & Mayer   |
| Lucina                                          | 1926       | Ludwig & Mayer   |
| Lumina                                          | 1928       | Ludwig & Mayer   |
| Lux                                             | 1929       | Ludwig & Mayer   |

## Schriftschnitte der Erbar-Grotesk

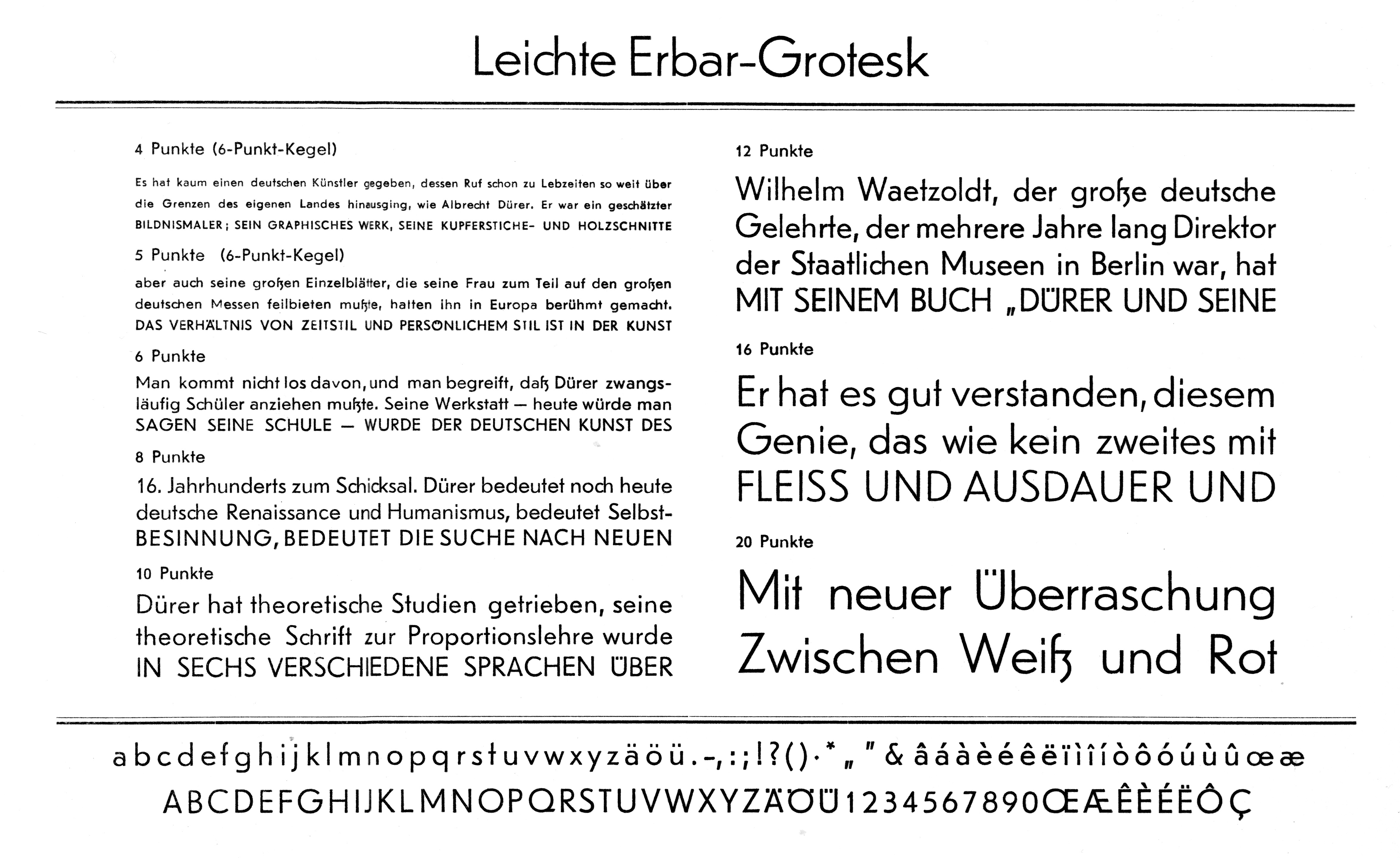
Leichte Erbar-Grotesk
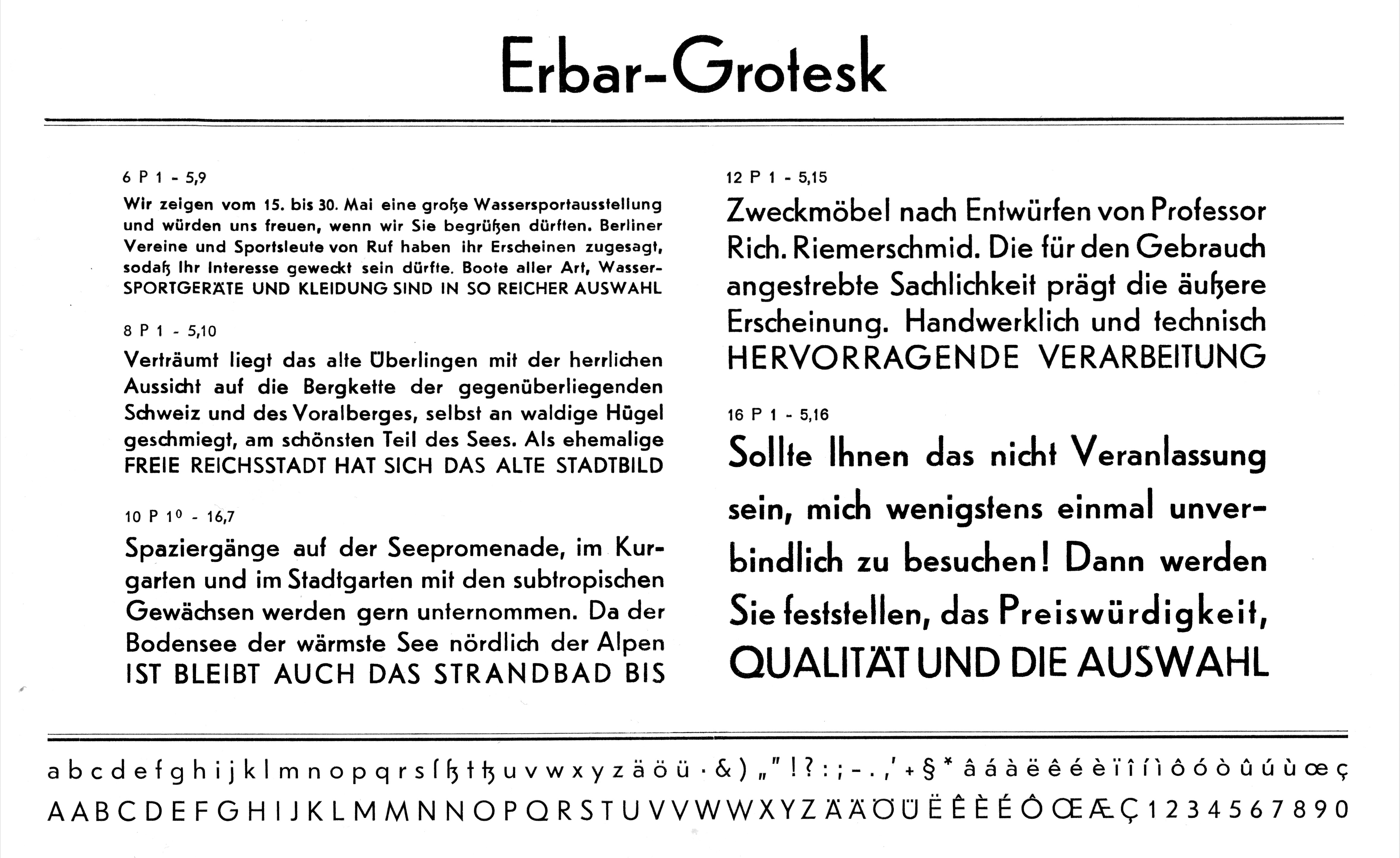
Erbar-Grotesk
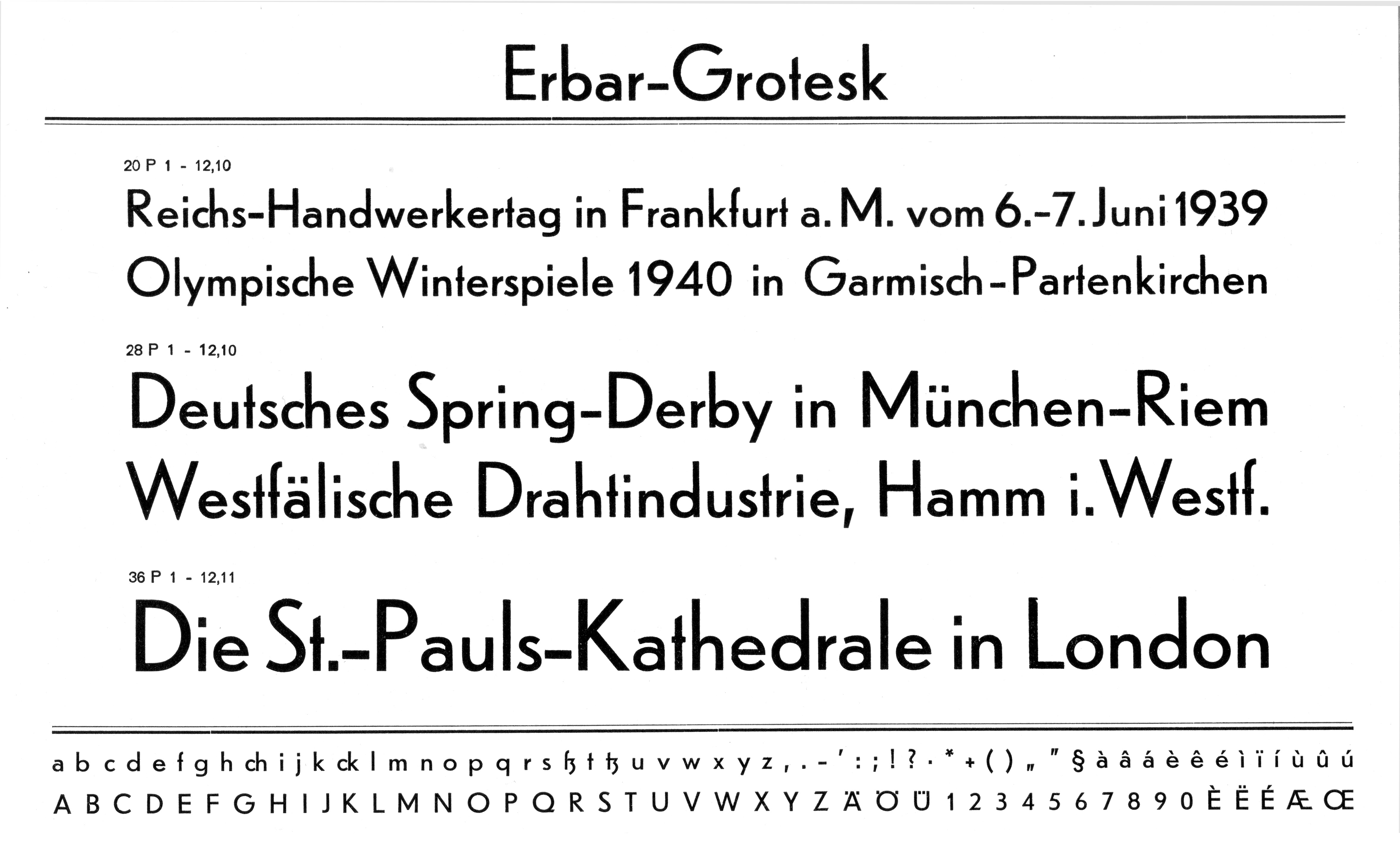
Erbar-Grotesk
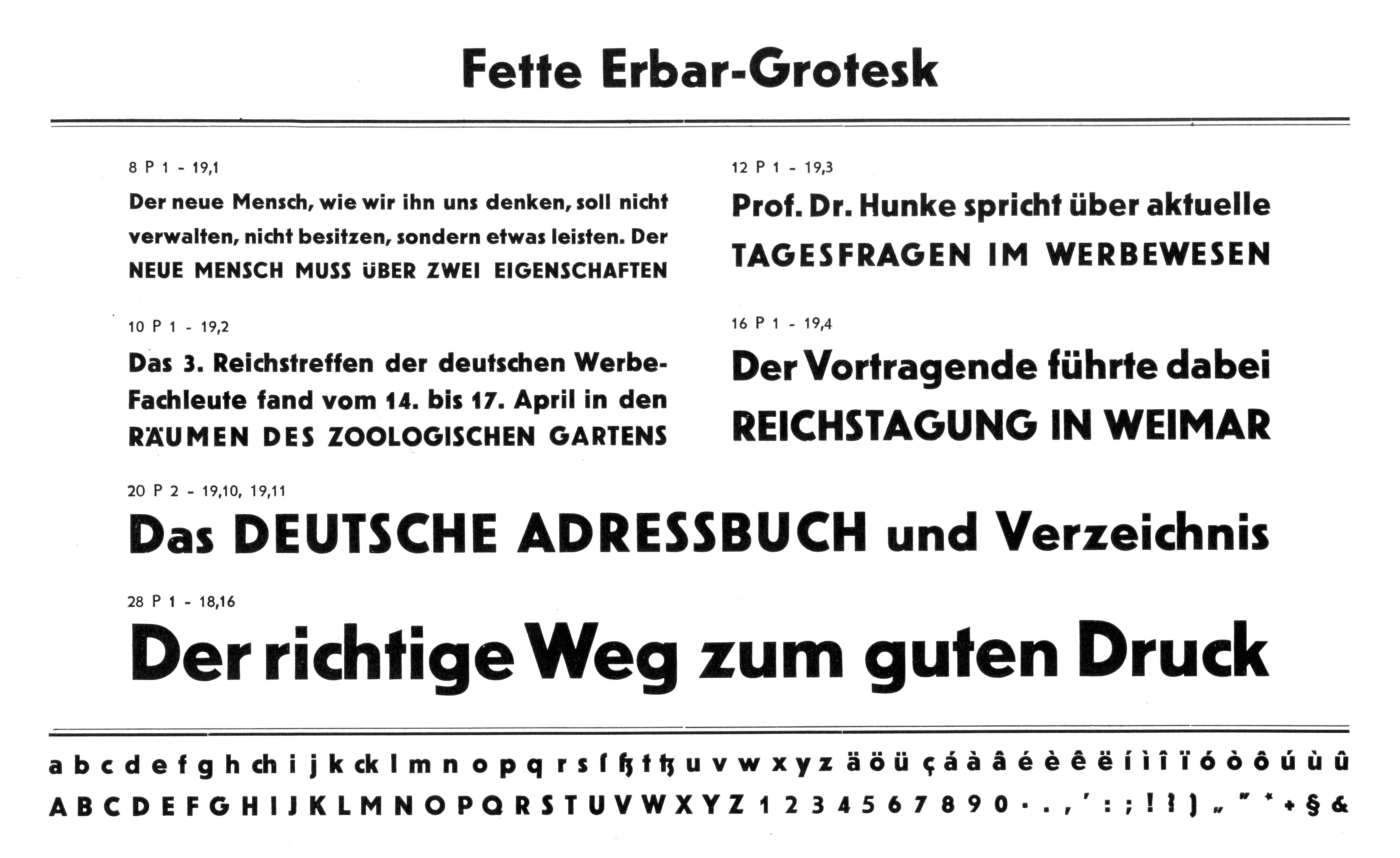
Fette Erbar-Grotesk
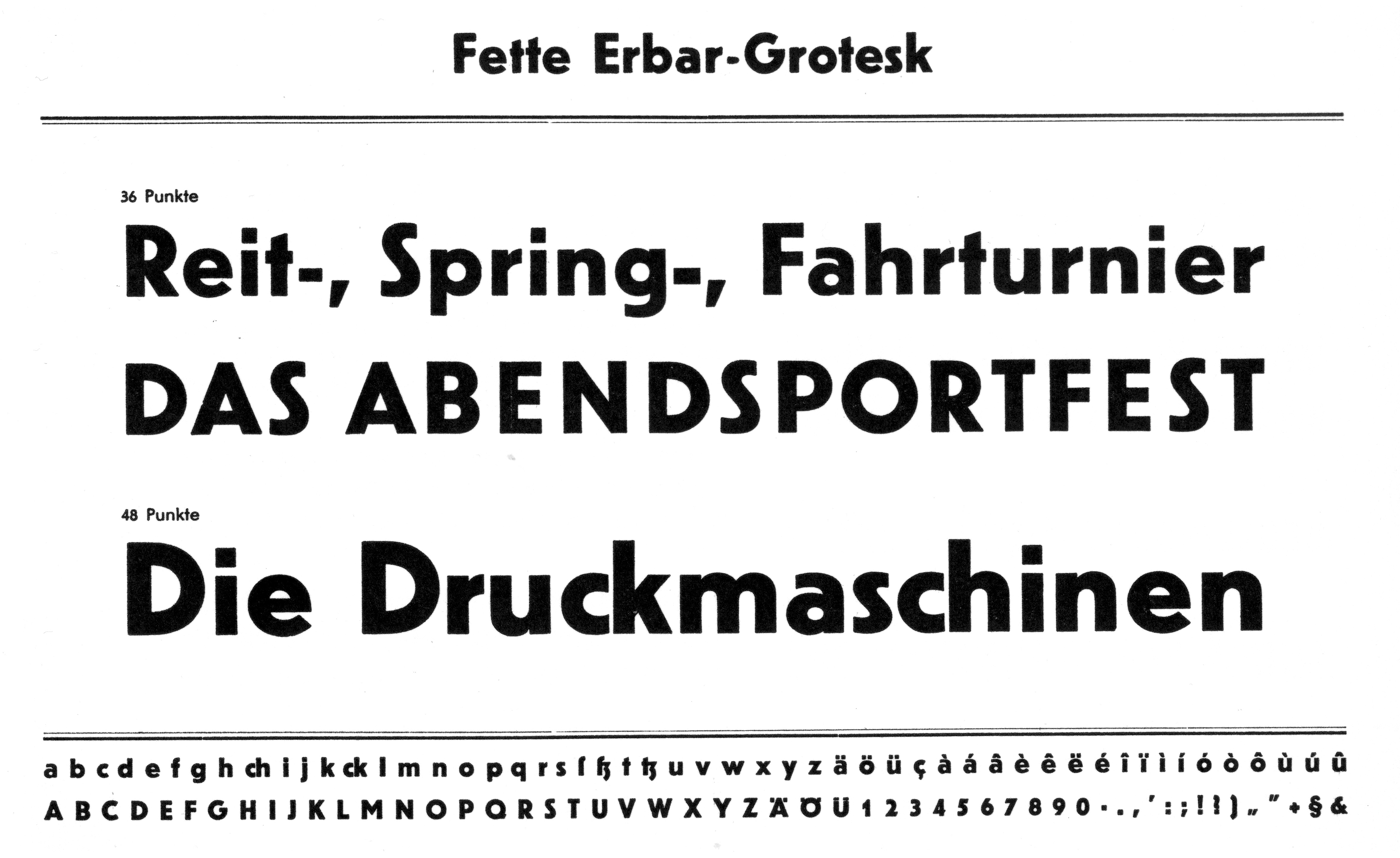
Fette Erbar-Grotesk
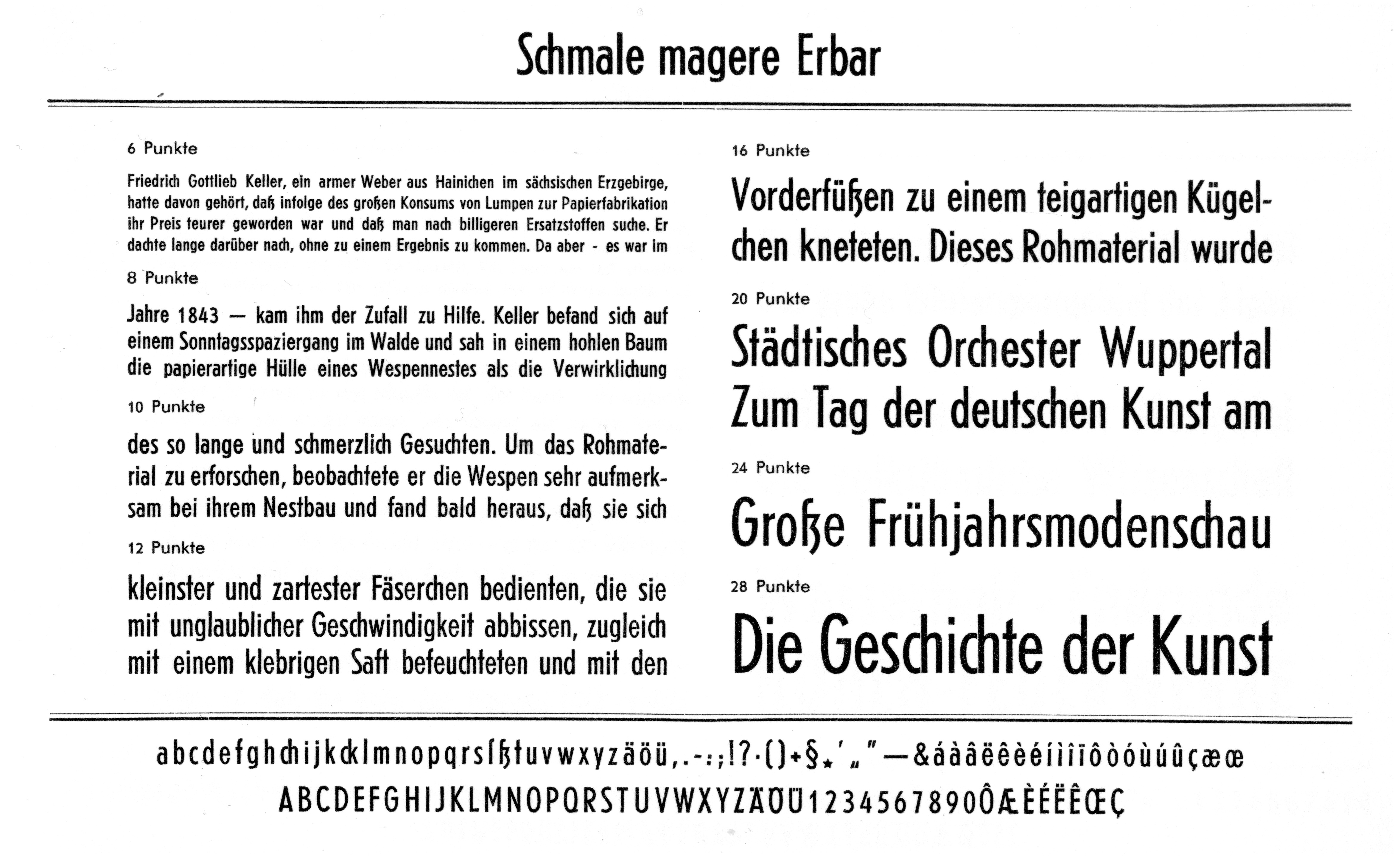
Schmalmagere Erbar-Grotesk
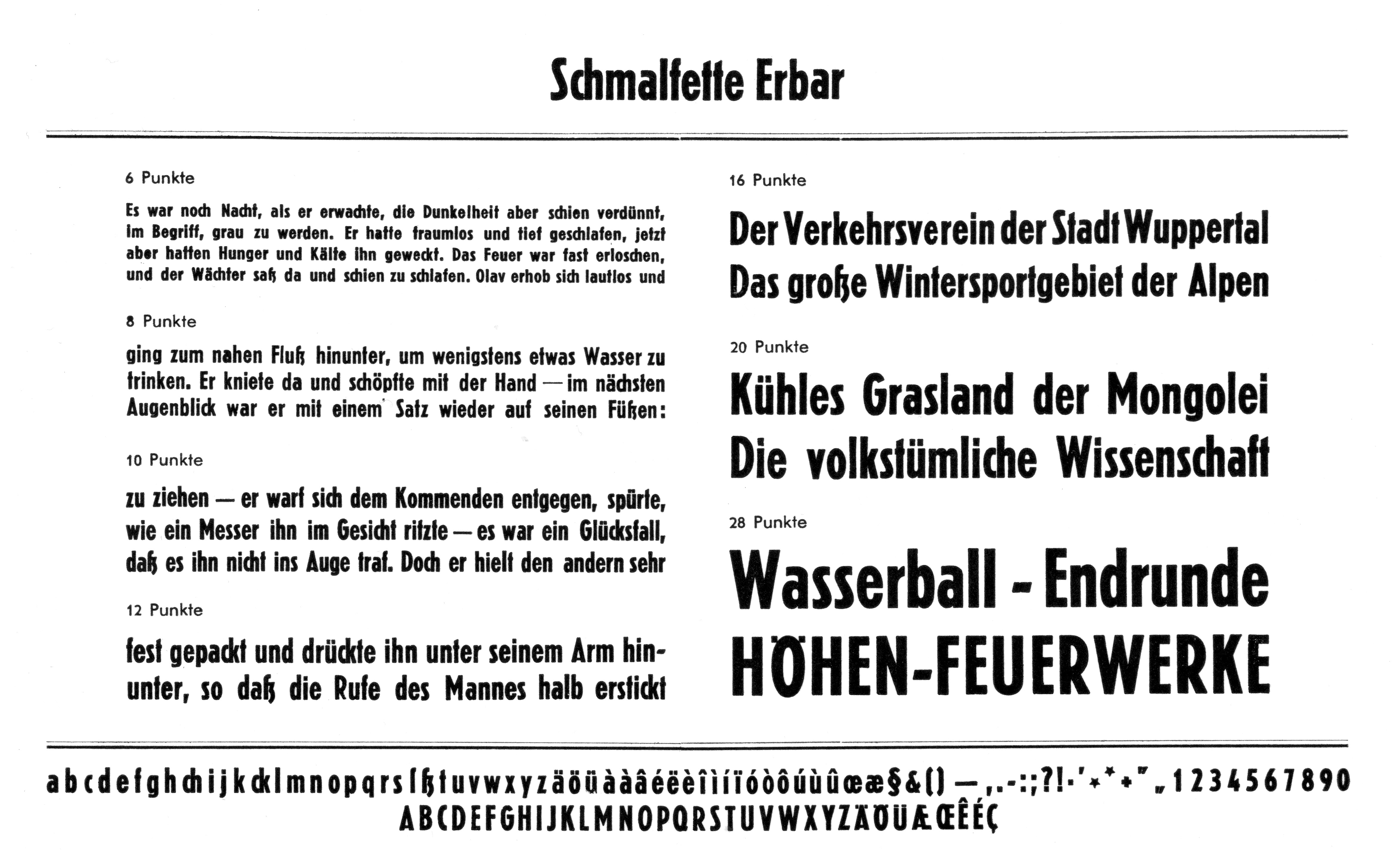
Schmalfette Erbar-Grotesk

## Schriften
- mit Friedrich Bartels: Zur Förderung des Handwerks eine Gewerbeeinheitsschule für Köln. Köln 1919.